# روبرت بوتنام
روبرت ديفيد بوتنام (بالإنجليزية: Robert D. Putnam)‏ (1941)، عالم سياسة أمريكي. وهو أستاذ السياسة العامة في جناح بيتر وإيزابيل مالكين في كلية جون ف. كينيدي للعلوم الحكومية بجامعة هارفارد. طوّر بوتنام نظريةَ اللعبة المؤثرة على مستويين والتي تفترض أن الاتفاقيات الدولية لن تتوصل إلى اتفاق بشأنها إلا إذا كانت تؤدي إلى فوائد محلية أيضًا. يطرح عمله الأكثر شهرة (والأكثر إثارة للجدل)، البولينغ وحيدًا، فكرة جدلية تقول إن الولايات المتحدة مرت بانهيار غير مسبوق في الحياة المدنية والاجتماعية والترابطية والسياسية (رأس المال الاجتماعي)، منذ ستينيات القرن الماضي، مع عواقب سلبية خطيرة. في مارس 2015، نشر كتابًا بعنوان «أطفالنا: الحلم الأمريكي في أزمة»، والذي بحث في قضايا عدم المساواة في الفرص في الولايات المتحدة.

## خلفية
وُلد روبرت ديفيد بوتنام في 9 يناير 1941، في روتشستر، نيويورك، وترعرع في بورت كلينتون، أوهايو، حيث شارك في دوري بولينج تنافسي في سن المراهقة. تخرج بوتنام من كلية سوارثمور في عام 1963 حيث كان عضوًا في أخوية فايسيغما كابا. حصل الطالب اللامع على زمالة من فولبرايت، للدراسة في كلية باليول بأكسفورد، وواصل دراسته ليحصل على درجة الماجستير والدكتوراه من جامعة ييل، حيث حصل على الأخيرة في عام 1970. درّس في جامعة ميشيغان حتى التحق بجامعة هارفارد في عام 1979، حيث شغل العديد من المناصب فيها، بما في ذلك عميد كلية كينيدي، ويشغل حاليًا منصب أستاذ في جناح مالكين للسياسة العامة. تربى بوتنام ملتزمًا دينيًا بالعقيدة الميثودية. في عام 1963، تزوج بوتنام من زوجته روزماري، معلمة تربية خاصة وعازفة هورن الفرنسي. في وقت قريب من زواجه، اعتنق الديانة اليهودية، ديانة زوجته.

## جعل الديمقراطية تعمل
كان أول عمل له في مجال رأس المال الاجتماعي هو «جعْل الديمقراطية تعمل: التقاليد المدنية في إيطاليا الحديثة»، وهي دراسة مقارنة للحكومات الإقليمية في إيطاليا والذي لفت اهتمام العلماء إلى حد كبير بسبب حجته فيه، أن نجاح الديمقراطيات يعتمد إلى حد كبير على العلاقات الأفقية التي تشكل رأس المال الاجتماعي. كتب بوتنام أن تاريخ المجتمعات والطوائف والنوادي وجمعيات الترتيل في شمال إيطاليا أدى إلى مشاركة مدنية أكبر وازدهار اقتصادي أكبر. وفي الوقت نفسه، فإن المجتمع الزراعي في جنوب إيطاليا أقل ازدهارًا اقتصاديًا وديمقراطيًا بسبب انخفاض رأس المال الاجتماعي. إن رأس المال الاجتماعي، الذي يُعرِّفه بوتنام على أنه «شبكات وقواعد المشاركة المدنية»، يزيد من ثقة أفراد المجتمع ببعضهم البعض. وعندما يثق أفراد المجتمع ببعضهم البعض، تزدهر التجارة وقروض الأموال والديمقراطية.

## البولينغ وحيدًا
في عام 1995، نشر مقاله بعنوان «البولينغ وحيدًا: رأس المال الاجتماعي المتراجع في أمريكا» في مجلة الديمقراطية. قُرئ المقال على نطاق واسع ما جعل بوتنام يحظى باهتمام كبير، بما في ذلك دعوة للقاء الرئيس آنذاك بيل كلينتون ومكانًا له في صفحات مجلة الناس.
في عام 2000، نشر «البولينغ وحيدًا: انهيار المجتمع الأمريكي وإعادة إحيائه»، وهو توسيع للحجة الأصلية لتكون بمثابة كتاب، مضيفًا إليها أدلة جديدة ظن وأجاب فيها على العديد من منتقديه. رغم أنه قاس تراجع رأس المال الاجتماعي ببيانات من مصادر متباينة، لكن النقطة الرابحة في كتابه كانت بقوله إن العديد من المنظمات المدنية والاجتماعية والأخوية التقليدية -التي تمثلها بطولات الدوري البولينغ- شهد عدد أعضائها انخفاضًا كبيرًا، بينما زاد عدد الأشخاص الذين يلعبون البولينغ بشكل كبير.
يُميز بوتنام بين نوعين من رأس المال الاجتماعي: رأس المال الترابطي، ورأس المال الانتقالي. يتحقق الترابطي عندما تتواصل مع أشخاص مشابهين لك: نفس العمر ونفس العرق ونفس الدين وما إلى ذلك. لكن من أجل إنشاء مجتمعات مسالمة في بلد متعدد الأعراق متنوع، يحتاج المرء إلى نوع ثانٍ من رأس المال الاجتماعي: الانتقالي. الانتقال هو ما تفعله عندما تكون صداقات مع أشخاص ليسوا مثلك، مثل أنصار فريق كرة قدم آخر. يجادل بوتنام بأن هذين النوعين من رأس المال الاجتماعي؛ الترابطي والانتقالي، يعزز كل منهما الآخر. وبالتالي، مع انخفاض رأس المال الترابطي المذكور أعلاه يأتي انخفاض رأس المال الانتقالي بطريقة لا يمكن تجنبها ما يؤدي إلى مزيد من التوترات العرقية.
في عام 2016، أوضح بوتنام إلهامه لتأليف الكتاب، بقوله:
لقد تمكنا [نحن الأمريكيون] من إدارة نوع مختلف من المجتمع. مجتمع أقل إحصائية، ولكنه مشابهٌ أكثر للسوق الحرة، لأننا امتلكنا قوة حقيقية في مجال رأس المال الاجتماعي وكان لدينا مستويات عاليةٌ نسبيًا من الثقة الاجتماعية. كنا نثق ببعضنا البعض نوعًا ما، ليست ثقة عمياء، بالطبع، لكن الثقة كانت موجودة. من دون مقارنة مع الدول الأخرى. ولكن كل ذلك في تراجع، وبدأت أشعر بالقلق، «حسنًا، أهلًا، ألن تكون هذه مشكلة، إذا بُنيَ نظامنا من أجل نوع واحد من الناس ونوع واحد من المجتمع، والآن لدينا نوع مختلف، ربما لن تجري الأمور بشكل جيد».
يجادل النقاد مثل عالم الاجتماع كلاود فيشر بأن: (أ) بوتنام يركز على الأشكال التنظيمية لرأس المال الاجتماعي، ويولي اهتمامًا أقل لشبكات رأس المال الاجتماعي بين الأشخاص؛ (ب) يهمل بوتنام ظهور أشكال جديدة من المنظمات الداعمة داخل الإنترنت وخارجه؛ و (ج) كانت الستينيات من القرن الماضي خط أساس مضلل لأن الفترة كانت تمتلك عددًا كبيرًا بشكل غير اعتيادي من المنظمات التقليدية.
منذ نشر البولينغ وحيدًا، عمل بوتنام على الجهود الرامية إلى إعادة إحياء رأس المال الاجتماعي الأمريكي، لا سيما من خلال ندوة ساجوارو، وهي سلسلة من الاجتماعات بين أكاديميين وقادة المجتمع المدني ومعلقين وسياسيين لمناقشة استراتيجيات تهدف لإعادة التواصل بين الأميركيين ومجتمعاتهم. وقد نتج عن ذلك نشر الكتاب والموقع الإلكتروني، «معًا نكون أفضل»، الذي يقدم دراسات حالة عن أشكال حيوية وجديدة لبناء رأس المال الاجتماعي في الولايات المتحدة.

## رأس المال الاجتماعي
وضع بوتنام نظرية تشير إلى وجود علاقة في اتجاهات السلبيات في المجتمع. يتصور عاملًا موحدًا اسمه رأس المال الاجتماعي؛ صاغها في الأصل المختص بالنظريات الاجتماعية ألكسيس دي توكفيل باعتبارها قوة داخل أمريكا تسمح للديمقراطية بالنمو بسبب قرب المجتمع، «اتجاهات المشاركة المدنية من نوع أوسع». يلاحظ بوتنام أن رأس المال الاجتماعي متجه نحو الانخفاض منذ الستينيات. السبب في انخفاض رأس المال الاجتماعي هو ارتفاع معدلات التعاسة واللامبالاة السياسية. يرتبط انخفاض رأس المال الاجتماعي، وهو الشعور بالعزلة داخل المجتمع بعواقب إضافية مثل:
- انخفاض الثقة في الحكومة المحلية والقادة المحليين ووسائل الإعلام المحلية.
- انخفاض الفعالية السياسية -أي الثقة في التأثير الذاتي الفرد.
- انخفاض وتيرة التسجيل للاقتراع، وزيادة الاهتمام بالسياسة والمعرفة بها ومشاركة أكبر في مسيرات الاحتجاج، ومجموعات الإصلاح الاجتماعي.
- زيادة في الدعوة السياسية، وانخفاض التوقعات بأن ذلك سيؤدي إلى نتيجة مرجوة.
- توقع أقل من الآخرين لكي يتعاونوا في حل معضلات العمل الجماعي (مثل ترشيد الاستهلاك طوعًا لتخفيف نقص المياه أو الطاقة).
- احتمال أقل للعمل في مشروع مجتمعي.
- احتمال أقل للتبرع للجمعيات الخيرية أو التطوع.
- عدد أقل من الأصدقاء المقربين والموثوقين.
- نوعية حياة أقل سعادة.
- زيادة وقت مشاهدة التلفزيون والمزيد من الاتفاق على أن «التلفزيون هو أهم أشكال الترفيه».

## روابط خارجية
- روبرت بوتنام على موقع الموسوعة البريطانية (الإنجليزية)